# Acetonitril
Acetonitril is een organische verbinding, die vaak als oplosmiddel wordt gebruikt. Het is het meeste eenvoudige nitril (een organisch cyanide).
Bij kamertemperatuur is acetonitril een kleurloze vloeistof.

## Toepassingen
De verbinding wordt gebruikt als extractieoplosmiddel voor 1,3-butadieen. Het wordt ook gebruikt als chemische component in pesticidenproductie en als algemeen oplosmiddel voor vele samenstellingen. Daarnaast wordt het gebruikt als basismateriaal voor het produceren van samenstellingen zoals acetofenon, thiamine enz. Tot slot kan het in de productie van acrylvezels, parfums, nitrilrubber en ABS harsen worden gebruikt.
In de analytische chemie is acetonitril een veelgebruikte mobiele fase voor High-performance liquid chromatography (HPLC).

## Toxicologische eigenschappen
Acetonitril wordt geabsorbeerd door mondelinge, huid-, of inhalatieblootstelling. Het wordt gemetaboliseerd in waterstofcyanide en thiocyanaat, hetgeen een ernstig gezondheidsrisico voor mensen vormt. Acetonitrilvloeistof of -damp is een scherp irriterend middel, dat de huid, de ogen, en het ademhalingskanaal irriteert. Bij hoge dosissen kan de dood wegens ademhalingsmoeilijkheden voorkomen. Lagere dosissen hebben symptomen gelijkend op die van cyanidevergiftiging, waaronder kwijlen, misselijkheid, enzovoort.

## Schaarste (in 2008 - 2009)
Acetonitril ontstaat als bijproduct bij de productie van plastics uit het monomeer acrylonitril. Vanwege de Olympische Spelen in Peking in 2008 werden vele milieuvervuilende plasticfabrieken gesloten. In combinatie met het feit dat door de kredietcrisis de vraag naar plastic is afgenomen en het feit dat in december 2008 een grote plasticfabriek door brand is verwoest, is de productie van acetonitril aan het eind van 2008 enorm afgenomen. Leveranciers van acetonitril kunnen hierdoor nauwelijks aan de vraag van analytische laboratoria voldoen. Er worden vaak geen nieuwe klanten meer aangenomen, en bestaande klanten komen op rantsoen.